# Liste der Monuments historiques in Frémécourt
Die Liste der Monuments historiques in Frémécourt führt die Monuments historiques in der französischen Gemeinde Frémécourt auf.

## Liste der Bauwerke
| Bezeichnung                                      | Beschreibung | Standort | Kennzeichnung | Schutzstatus | Datum | Bild           |
| ------------------------------------------------ | ------------ | -------- | ------------- | ------------ | ----- | -------------- |
| Kirche Notre-Dame-de-l’Assomption mit Taufbecken |              | (Lage)   | PA00080060    | Inscrit      | 1974  | weitere Bilder |

## Liste der Objekte

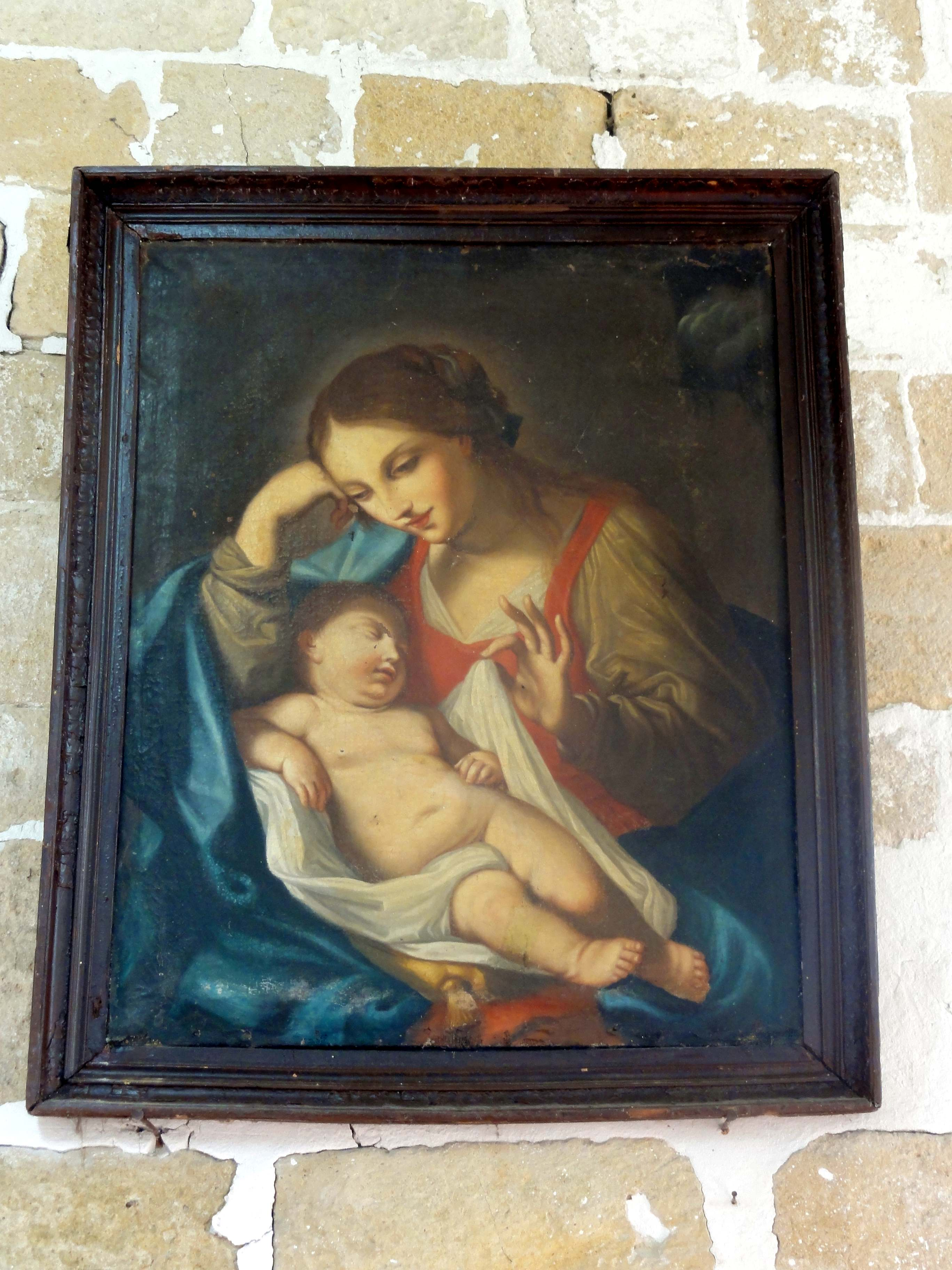
Ölgemälde Madonna mit Kind (17. Jahrhundert) in der Kirche Notre-Dame-de-l’Assomption

- Monuments historiques (Objekte) in Frémécourt in der Base Palissy des französischen Kultusministeriums